# ده پایین (بختگان)
ده پایین (نی‌ریز)، روستایی از توابع بخش آباده طشک شهرستان نی‌ریز در استان فارس ایران است.

## جمعیت
این روستا در دهستان آباده طشک قرار دارد و براساس سرشماری مرکز آمار ایران در سال ۱۳۸۵، جمعیت آن زیر سه خانوار بوده‌است.